# Campeonato Gaúcho de Futsal de 2012
O Campeonato Gaúcho de Futsal de 2012 foi a 46ª edição do Campeonato Gaúcho de Futsal, dividida novamente entre Série Ouro, equivalente à primeira divisão; e Série Prata, equivalente à segunda divisão.

## Série Ouro

### Final
A Série Ouro foi decidida entre as equipes do Clube Esportivo e Recreativo Atlântico, de Erechim, e a Associação Carlos Barbosa de Futsal, de Carlos Barbosa. O Atlântico jogava pelo empate na prorrogação pois possuía a melhor campanha.
| 16/11/2012 | ACBF | 2 - 1 | ACBF |  |
| 19:00      |      |       |      |  |

| 24/11/2011 | Atlântico | 7 - 4 (1 - 3) | ACBF |  |
| 10:00      |           |               |      |  |

### Campeão
| Série Ouro 2012                    |
| Rio Grande do Sul                  |
| ---------------------------------- |
| Carlos Barbosa Campeão (9º título) |

## Série Prata
A Associação Santo Ângelo de Futsal, de Santo Ângelo, sagrou-se campeã ao derrotar na final a Associação Cachoeirense de Futsal, de Cachoeira do Sul, sendo que ambas as equipes foram promovidas à Série Ouro 2013.